# Seznam ministrů kultury České republiky
Seznam ministrů kultury České republiky  představuje chronologický přehled osob, členů vlády České republiky, působících v tomto úřadu:

## V rámci československé federace
| Pořadí | Portrét               | Ministr          | Funkční období    | Funkční období    | Funkční období | Strana | Strana                          | Vláda    |
| Pořadí | Portrét               | Ministr          | Nástup do úřadu   | Opuštění úřadu    | Dny v úřadu    | Strana | Strana                          | Vláda    |
| ------ | --------------------- | ---------------- | ----------------- | ----------------- | -------------- | ------ | ------------------------------- | -------- |
| 1.     |                       | Miroslav Galuška | 8. ledna 1969     | 10. července 1969 | 183            |        | KSČ                             | Rázl     |
| 2.     | Není dostupný portrét | Miloslav Brůžek  | 10. července 1969 | 8. května 1973    | 1398           | KSČ    | Rázl                            |          |
| 2.     | Není dostupný portrét | Miloslav Brůžek  | 10. července 1969 | 8. května 1973    | 1398           | KSČ    | Kempný a Korčák                 |          |
| 3.     | Není dostupný portrét | Milan Klusák     | 8. května 1973    | 21. dubna 1988    | 5462           | KSČ    | Korčák II.                      |          |
| 3.     | Není dostupný portrét | Milan Klusák     | 8. května 1973    | 21. dubna 1988    | 5462           | KSČ    | Korčák III.                     |          |
| 3.     | Není dostupný portrét | Milan Klusák     | 8. května 1973    | 21. dubna 1988    | 5462           | KSČ    | Korčák IV.                      |          |
| 3.     | Není dostupný portrét | Milan Klusák     | 8. května 1973    | 21. dubna 1988    | 5462           | KSČ    | Korčák, Adamec, Pitra a Pithart |          |
| 4.     | Není dostupný portrét | Milan Kymlička   | 21. dubna 1988    | 5. prosince 1989  | 593            | KSČ    |                                 |          |
| 5.     | Není dostupný portrét | Milan Lukeš      | 5. prosince 1989  | 29. června 1990   | 206            | KSČ    |                                 |          |
| 6.     | Milan Uhde            | Milan Uhde       | 29. června 1990   | 2. července 1992  | 734            |        | OF                              | Pithart  |
| 6.     | Milan Uhde            | Milan Uhde       | 29. června 1990   | 2. července 1992  | 734            | ODS    |                                 | Pithart  |
| 7.     | Není dostupný portrét | Jindřich Kabát   | 2. července 1992  | 31. prosince 1992 | 182            |        | KDU-ČSL                         | Klaus I. |

## V rámci samostatné republiky
| Pořadí | Portrét               | Ministr           | Funkční období    | Funkční období                              | Funkční období | Strana               | Strana                 | Vláda         |
| Pořadí | Portrét               | Ministr           | Nástup do úřadu   | Opuštění úřadu                              | Dny v úřadu    | Strana               | Strana                 | Vláda         |
| ------ | --------------------- | ----------------- | ----------------- | ------------------------------------------- | -------------- | -------------------- | ---------------------- | ------------- |
| 1.     | Není dostupný portrét | Jindřich Kabát    | 1. ledna 1993     | 17. ledna 1994                              | 381            |                      | KDU-ČSL                | Klaus I.      |
| 2.     | Pavel Tigrid          | Pavel Tigrid      | 19. ledna 1994    | 4. července 1996                            | 897            | nestraník za KDU-ČSL |                        | Klaus I.      |
| 3.     | Není dostupný portrét | Jaromír Talíř     | 4. července 1996  | 2. ledna 1998                               | 547            | KDU-ČSL              | Klaus II.              |               |
| 4.     | Martin Stropnický     | Martin Stropnický | 2. ledna 1998     | 22. července 1998                           | 201            |                      | nestraník              | Tošovský      |
| 5.     | Není dostupný portrét | Pavel Dostál      | 22. července 1998 | 24. července 2005                           | 2559           |                      | ČSSD                   | Zeman         |
| 5.     | Není dostupný portrét | Pavel Dostál      | 22. července 1998 | 24. července 2005                           | 2559           | Špidla               | ČSSD                   |               |
| 5.     | Není dostupný portrét | Pavel Dostál      | 22. července 1998 | 24. července 2005                           | 2559           | Gross                | ČSSD                   |               |
| 5.     | Není dostupný portrét | Pavel Dostál      | 22. července 1998 | 24. července 2005                           | 2559           | Paroubek             | ČSSD                   |               |
| 6.     | Vítězslav Jandák      | Vítězslav Jandák  | 17. srpna 2005    | 4. září 2006 (od 16. srpna vláda v demisi)  | 383            | ČSSD                 | Paroubek               |               |
| 7.     | Martin Štěpánek       | Martin Štěpánek   | 4. září 2006      | 9. ledna 2007 (od 11. října vláda v demisi) | 127            |                      | nestraník za ODS       | Topolánek I.  |
| 8.     | Helena Třeštíková     | Helena Třeštíková | 9. ledna 2007     | 26. ledna 2007                              | 17             |                      | nestranička za KDU-ČSL | Topolánek II. |
| 9.     | Václav Jehlička       | Václav Jehlička   | 26. ledna 2007    | 8. května 2009                              | 833            | KDU-ČSL              |                        | Topolánek II. |
| 10.    | Václav Riedlbauch     | Václav Riedlbauch | 8. května 2009    | 13. července 2010                           | 431            |                      | nestraník nom. ČSSD    | Fischer       |
| 11.    | Jiří Besser           | Jiří Besser       | 13. července 2010 | 16. prosince 2011                           | 521            |                      | navržen TOP 09         | Nečas         |
| 12.    | Alena Hanáková        | Alena Hanáková    | 20. prosince 2011 | 10. července 2013                           | 568            | navržena TOP 09      |                        | Nečas         |
| 13.    | Jiří Balvín           | Jiří Balvín       | 10. července 2013 | 29. ledna 2014                              | 203            |                      | nestraník              | Rusnok        |
| 14.    | Daniel Herman         | Daniel Herman     | 29. ledna 2014    | 13. prosince 2017                           | 1414           |                      | KDU-ČSL                | Sobotka       |
| 15.    | Ilja Šmíd             | Ilja Šmíd         | 13. prosince 2017 | 27. června 2018                             | 196            |                      | nestraník za ANO       | Babiš I.      |
| 16.    | Antonín Staněk        | Antonín Staněk    | 27. června 2018   | 31. července 2019                           | 399            |                      | ČSSD                   | Babiš II.     |
|        | Funkce neobsazena     | Funkce neobsazena | 1. srpna 2019     | 26. srpna 2019                              |                |                      |                        | Babiš II.     |
| 17.    |                       | Lubomír Zaorálek  | 27. srpna 2019    | 17. prosince 2021                           | 843            |                      | ČSSD                   | Babiš II.     |
| 18.    | Martin Baxa           | Martin Baxa       | 17. prosince 2021 | úřadující                                   | 1265           |                      | ODS                    | Fiala         |